# Црква Преображења Господњег у Шапинама
Црква Преображења Господњег у Шапинама, месту у општини Мало Црниће, подигнута је средином 19. века и као непокретно културно добро има статус споменика културе.
Године 2002. поред ове цркве подигнут је нови храм истог посвећења.

## Изглед цркве

### Архитектура
Црква је у основи једнобродна грађевина, са олтарском апсидом на истоку, мањим бочним певничким апсидама и звоником на западу. Просторно је подељена на олтар, наос и припрату. Грађена је у бондручној конструкцији са испуном од блата, ћерпича и комадића црепа, малтерисана и окречена у бело. Фасаде су равне, без употребе архитектонске декорације осим у виду кровног венца.

### Иконостас
Дрвени иконостас војвођанског типа са тридесет и четири иконе распоређене у три зоне на коме су иконе настале у периоду од 1868. до 1871. године, рад су Ивана Марковића сликара из Пожаревца, о чему сведоче приложнички записи. Црква поседује и вредне примере икона, богослужбених књига и сасуда. 

## Икона Богородице са малим Христом
Изузетно вредно дело представља икона Богородице са малим Христом из 1767. године, рад зографа са југа, изведена техником темпера на дрвету, која је првобитно 1969. године утврђена за споменик културе. 
Услед оштећења насталих од инсеката, на иницијативу свештеника Драгана Петровића, ангажован је Радиша Жикић, рестауратор који је ове послове радио у најпознатијим српским манастирима. После осам месеци обнове, икона је враћена и тада су откривене и бројне занимљивости. На њој је натпис на грчком језику и податак да је 1806. године дата некоме на поклон. Провером, откривено је да је њен аутор извесни Ставрос који је 1751. године имао иконописачку радионицу у Београду и да је радио иконе за села са територије Пожаревца. Највероватније да је икона припадала селу Смољинац и да је поклоњена Шапину, непосредно по изградњи цркве.
У знак сећања на пале ратнике овог краја у ратовима за ослобођење Србије 1912-1918. године, у порти је 1921. године подигнут споменик у виду обелиска од белог венчачког мермера.